# Darkspore
Darkspore est un jeu vidéo de type Hack 'n' slash développé par Maxis et édité par Electronic Arts, sorti en 2011 sur Windows. Il s'agit d'un jeu dérivé de Spore. Sa musique a été composée par Junkie XL.
Le jeu n'est plus jouable depuis mars 2016, l'éditeur ayant pris la décision de fermer définitivement les serveurs du jeu (pour lequel une connexion obligatoire était requise).

## Accueil
- IGN : 7/10[2]
- GameSpot : 7,2/10[3]
- Jeuxvideo.com : 14/20[4]